# Carl Weathers
Carl Weathers (Nova Orleans, 14 de janeiro de 1948 – Los Angeles, 1 de fevereiro de 2024) foi um ator e jogador de futebol americano norte-americano. Como ator, ficou famoso ao interpretar o boxeador Apollo Creed na série de filmes Rocky.

## Biografia

### Vida Pessoal
Carl nasceu em Nova Orleans, Louisiana. Ele estudou em St. Augustine High School e depois foi para Universidade estadual de San Diego. Antes de ser ator, ele foi membro do Comitê Olímpico Norte Americano. Em abril de 2007, ele se casou com Jennifer Peterson, uma roteirista de documentários.

### Carreira de Jogador Profissional
Na Universidade Estadual de San Diego, Carl foi membro do time de futebol. Em sua curta trajetória como Linebacker no Oakland Raiders, onde ele fez 7 jogos em 1970 e um jogo em 1971. Ele entrou para o British Columbia Lions da Liga Canadense de Futebol em 1971 onde jogou até 1973, fez 18 jogos no total. Ele se aposentou em 1974 para se tornar ator.

### Carreira de Ator
Carl fez seus primeiros trabalhos como ator em dois filmes dirigidos por Arthur Marks: Bucktown e Friday Foster, ambos em 1975. Também apareceu em um episódio de comédia nos anos 70 chamado Good Times no qual ele fazia o papel de um marido furioso que suspeitava que sua esposa estava lhe traindo com seu amigo JJ. Ironicamente, embora seu personagem fosse presumivelmente para ser mais velho, na realidade Carl é um ano mais novo que Jimmie Walker.
Em 1976, ele estrelou ao lado de Sylvester Stallone em Rocky como Apollo Creed, personagem que ele repetiria nas sequências da série Rocky lançadas em 1979, 1982 e 1985. Em 1978 teve um papel no filme televisivo The Bermudas Depths. Participou dos filmes O Predador de 1987, com Arnold Schwarzenegger no papel principal, Um Maluco no Golfe de 1996 e "Little Nicky - Um diabo diferente" de 2000, ambos com Adam Sandler, e "Liberian Girl" de Michael Jackson.

### Morte
Carl Weathers morreu em sua casa enquanto dormia na noite do dia 1 de fevereiro de 2024. A informação foi divulgada pela família do ator para a imprensa internacional na tarde do dia seguinte, com exceção da causa de sua morte.

## Filmografia

### Filmes
| Ano  | Titulo                             | Notas                                              |
| ---- | ---------------------------------- | -------------------------------------------------- |
| 1973 | Magnum Force                       | Sem créditos                                       |
| 1975 | Friday Foster                      | [ 4 ]                                              |
| 1975 | Bucktown                           | [ 4 ]                                              |
| 1976 | The Four Deuces                    | [ 5 ]                                              |
| 1976 | Rocky                              | [ 4 ]                                              |
| 1977 | Close Encounters of the Third Kind | [ 6 ]                                              |
| 1977 | Semi-Tough                         | [ 7 ]                                              |
| 1978 | Force 10 from Navarone             | [ 4 ]                                              |
| 1979 | Rocky II                           | [ 8 ]                                              |
| 1981 | Death Hunt                         | [ 9 ]                                              |
| 1982 | Rocky III                          | [ 8 ]                                              |
| 1985 | Rocky IV                           | Director's cut lançado em 2021                     |
| 1987 | O Predador                         | [ 4 ]                                              |
| 1988 | Action Jackson                     | Indicado–NAACP Image Award de Melhor Ator em Filme |
| 1992 | Hurricane Smith                    | [ 11 ]                                             |
| 1996 | Happy Gilmore                      | [ 12 ]                                             |
| 2000 | Little Nicky                       | Sem créditos                                       |
| 2002 | Eight Crazy Nights                 | Voz                                                |
| 2004 | Balto III: Wings of Change         | Voz                                                |
| 2006 | The Sasquatch Gang                 | [ 16 ]                                             |
| 2007 | The Comebacks                      | [ 17 ]                                             |
| 2013 | Sheriff Tom Vs. The Zombies        | Participação especial                              |
| 2014 | Think Like a Man Too               | Sem créditos                                       |
| 2019 | Toy Story 4                        | Voz                                                |

### Televisão
| Ano        | Titulo                                 | Notas |
| ---------- | -------------------------------------- | --- |
| 1975       | Good Times                             | Episódio: "The Nude" |
| 1975       | Cannon                                 | Episódio: "The Hero" |
| 1975       | The Six Million Dollar Man             | Episódio: "One of Our Running Backs Is Missing" |
| 1975       | Kung Fu                                | Episódio: "The Brothers Caine" |
| 1976       | Starsky & Hutch                        | Episódio: "Nightmare" |
| 1976       | Barnaby Jones                          | Episódio: "The Bounty Hunter" |
| 1977       | Quinn Martin's Tales of the Unexpected | Episódio: "A Hand For Sonny Blue" |
| 1978       | The Bermuda Depths                     | Filme para TV |
| 1985       | Braker                                 | Filme para TV |
| 1986       | The Defiant Ones                       | Filme para TV |
| 1986       | Fortune Dane                           | 5 Episódios |
| 1989–90    | Tour of Duty                           | 9 Episódios |
| 1990       | Dangerous Passion                      | Filme para TV |
| 1991–1993  | Street Justice                         | 44 Episódios |
| 1993–1995  | In the Heat of the Night               | 28 Episódios |
| 1995       | OP Center                              | Filme para TV |
| 1997       | Assault on Devil's Island              | Filme para TV |
| 1999       | Assault on Death Mountain              | Filme para TV |
| 2003; 2007 | The Shield                             | Episódios: "Haunts", "Partners" |
| 2004-2013  | Arrested Development                   | 4 Episódios |
| 2005       | Alien Siege                            | Filme para TV |
| 2008       | Phoo Action                            | piloto |
| 2008       | ER                                     | Episódio: "Oh, Brother" |
| 2010       | Psych                                  | Episódio: "Viagra Falls" |
| 2011; 2013 | Regular Show                           | Voices; Episódios: "Slam Dunk", "Bank Shot" |
| 2012       | American Warships                      | Filme para TV |
| 2013       | Toy Story of Terror!                   | Voz; especial |
| 2016       | Colony                                 | 7 Episódios |
| 2016       | Chicago P.D.                           | Episódios: "Justice"; "Favor, Action, Malice or Ill-Will"                                                                                                 |
| 2017       | Chicago Justice                        | 13 Episódios |
| 2017–2019  | Star vs. the Forces of Evil            | Voz; 10 Episódios |
| 2018       | Law & Order: Special Victims Unit      | Episódio: "Zero Tolerance" |
| 2018       | Magnum P.I.                            | Episódio: "From the Head Down" |
| 2019       | Pinky Malinky                          | Voz |
| 2019–2023  | The Mandalorian                        | 10 Episódios; Diretor: "Chapter 12: The Siege" e "Chapter 20: The Foundling" Nominated–Primetime Emmy Award for Outstanding Guest Actor in a Drama Series |

### Vídeo games
| Ano  | Título                                 | Voz                 | Notas  |
| ---- | -------------------------------------- | ------------------- | ------ |
| 2005 | Mercenaries: Playground of Destruction | Col. Samuel Garrett | [ 19 ] |
| 2015 | Mortal Kombat X                        | Jax-'Dillon' Skin   | [ 19 ] |
| 2021 | The Artful Escape                      | Lightman            | [ 19 ] |